# ديسوكسيفركتو-سيروتونين
ديسوكسيفركتو-سيروتونين هو عامل كابح للجذام.